# Flugplatz Günzburg-Donauried

i7
i11
i13
Der Sonderlandeplatz (ICAO-Code: EDMG) liegt nördlich der Stadt Günzburg.
Zugelassen sind Flugzeuge und Helikopter bis 2500 kg. Er wird vom Luftsportverein Günzburg e. V. betrieben.
Am Flugplatz wird auch Fallschirmsprung betrieben.